# Deutereulophus cyaneus
Deutereulophus cyaneus är en stekelart som först beskrevs av William Harris Ashmead 1904.  Deutereulophus cyaneus ingår i släktet Deutereulophus och familjen finglanssteklar. Inga underarter finns listade i Catalogue of Life.